# Joppolo
Joppolo ist eine süditalienische Gemeinde (comune) mit 1668 Einwohnern (Stand 31. Dezember 2023) in der Provinz Vibo Valentia in Kalabrien. Die Gemeinde liegt etwa 28 Kilometer südwestlich von Vibo Valentia an der Küste des Tyrrhenischen Meeres und gehört zur Comunità Montana dell'Alto Mesima.

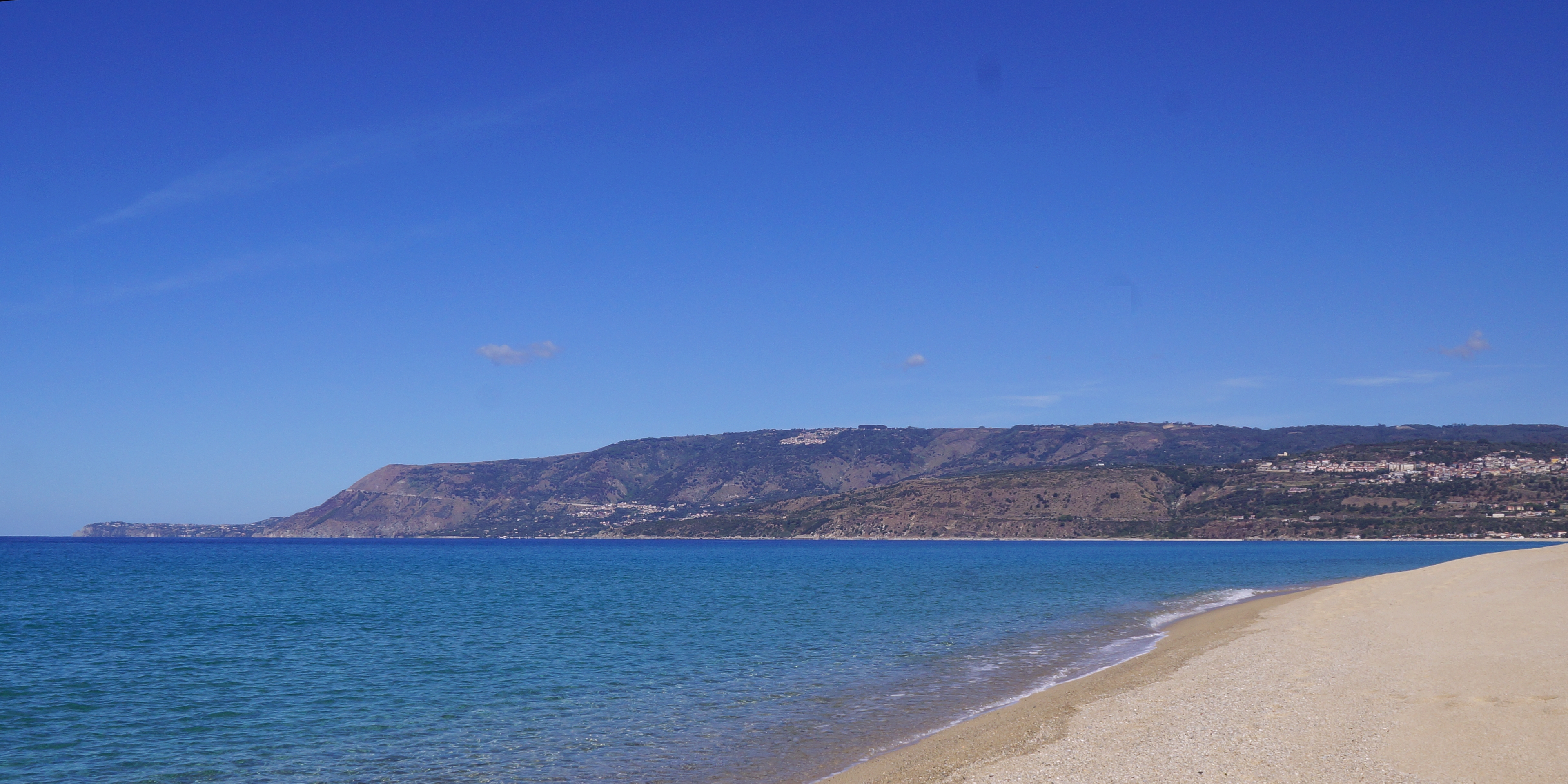
Die Nordseite vom Golf von Gioia Tauro mit der Bucht von Nicotera und Joppolo (mittig)

## Verkehr
Der Bahnhof von Joppolo liegt an der (Neben-)Bahnstrecke von Rosarno nach Eccellente.